# Entrada a la laringe
La entrada a la laringe es la abertura que conecta la faringe y la laringe.

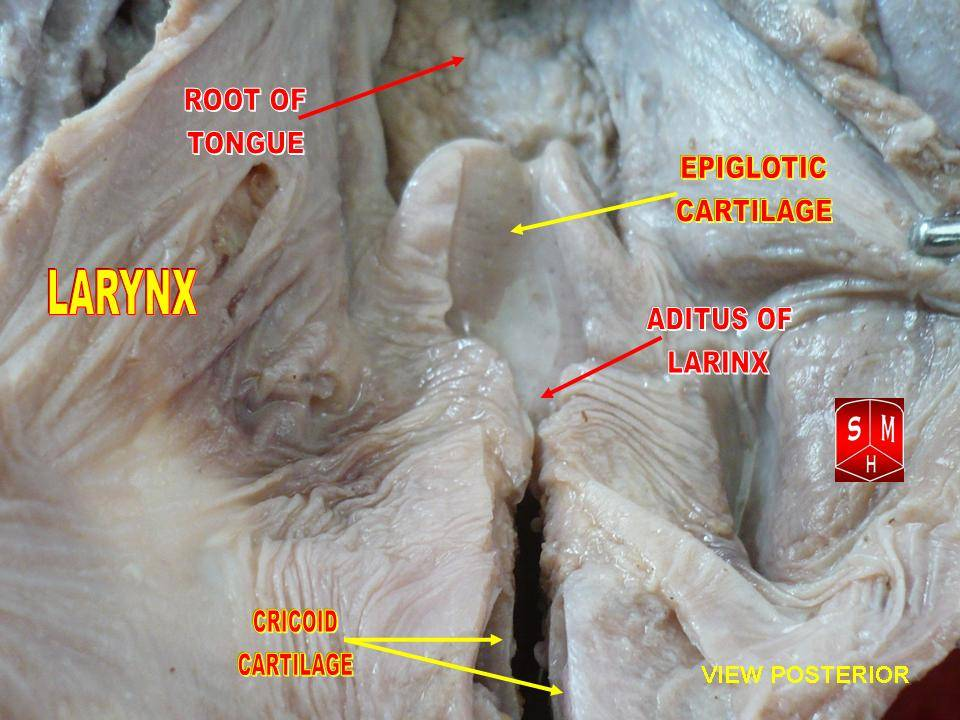
Aditus laryngis.

## Bordes
Sus bordes están formados por:
- el borde curvo libre de la epiglotis, anteriormente;
- los cartílagos aritenoides, los cartílagos corniculados, y el pliegue interaritenoideo, posteriormente;
- el pliegue ari-epiglótico, lateralmente.

## Imágenes adicionales

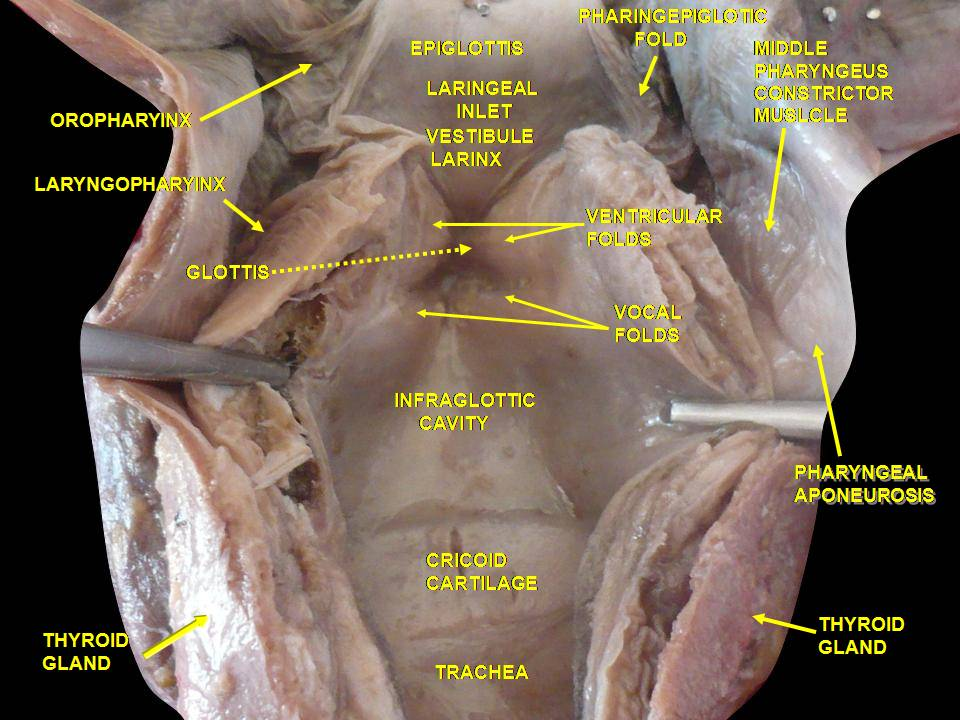
Disección profunda de la laringe, faringe y lengua, vista desde detrás.
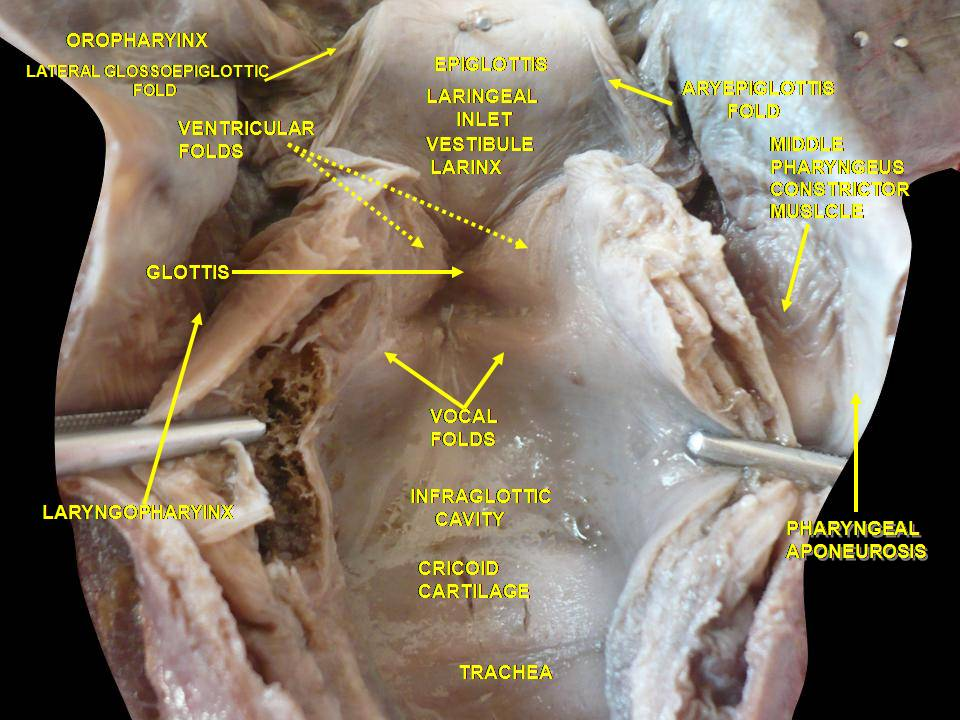
Disección profunda de la laringe, faringe y lengua, vista desde detrás.